# Daimler-Petroleumbahn

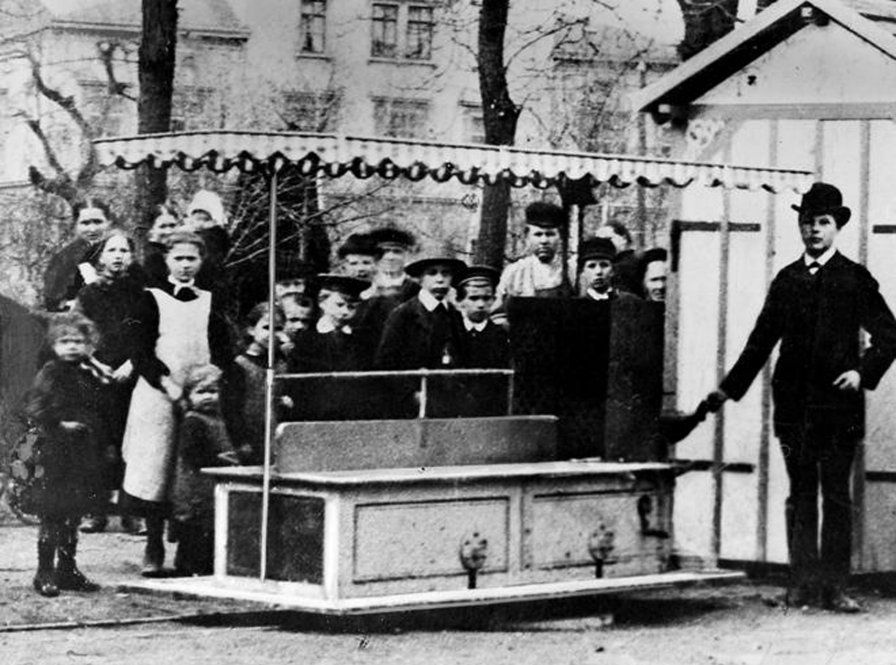
Daimler Motor-Waggonet, 1887

Die Fahrzeuge der Daimler-Petroleumbahn waren die ersten Schienenfahrzeuge mit Benzinmotor. Historische Originalfahrzeuge zum Personen- und Gütertransport werden im Mercedes-Benz-Museum in Stuttgart-Bad Cannstatt ausgestellt.

## Geschichte

### Motordraisine
Der Pionier des Automobilbaus, Gottlieb Daimler, entwickelte 1887 eine mit einem Verbrennungsmotor angetriebene Eisenbahn-Draisine. Sie war das weltweit erste Schienenfahrzeug mit Benzinmotor. Sie wurde von dem kleinen schnelllaufenden Motor, der sogenannten Standuhr, angetrieben und erstmals im Sommer 1887 zwischen Esslingen und Kirchheim/Teck erprobt.
| Zylinder              | 1               |
| Hubraum               | 462 cm³         |
| Leistung              | 1,1 PS (0,8 kW) |
| Drehzahl              | 650/min         |
| Höchstgeschwindigkeit | 20 km/h         |
| Sitzplätze            | 4               |

### Motor-Waggonet
Gottlieb Daimler führte anlässlich des Cannstatter Volksfests 1887 eine mit einem Verbrennungsmotor angetriebene Schmalspurbahn vor. Sie erregte bei der Personenbeförderung zwischen Wilhelmsplatz und Kursaal große Aufmerksamkeit. Ab 1890 vertrieb er eine verbesserte Version unter dem Namen Waggonet. Der schnelllaufende Zweizylinder-V-Motor von Daimler leistete 1,5 kW (2,0 PS). Damit konnte das knapp 700 kg schwere Fahrzeug 20 km/h schnell fahren. Auf jeder Seite des Wagens gab es eine Sitzbank mit 6 Sitzplätzen. Der Triebwagenführer saß am hinteren Ende auf einem Sattel, vor dem der Antriebsmotor in einer Kiste eingebaut war.
Vom 14. Mai bis 30. Oktober 1890 fand in Wien auf dem Rotundengelände die Land- und Forstwirtschaftsausstellung statt. Die Organisatoren wollten der Öffentlichkeit einen einfachen Zugang ermöglichen. Der Unternehmer Josef Bierenz errichtete und betrieb mit Daimler-Waggonets eine Motorstraßenbahn vom Praterstern zum Westeingang des Rotundenplatzes. Sie war den ganzen Sommer über in Betrieb und beförderte in dieser Zeit Tausende von Fahrgästen. Mit einem Anhänger bot sie Platz für 24 Personen. Im für die Öffentlichkeit nicht zugänglichen Archiv des Technischen Museums Wien ist ein Fahrzeug im Originalzustand erhalten.
Eine vom französischen Schmalspurbahn-Hersteller Paul Decauville vorgeschlagene Dampfeisenbahn vom Praterstern zur Ausstellung wurde nicht genehmigt. Seine im Jahr zuvor, 1889, auf der Decauville-Bahn der Pariser Weltausstellung (1889) vorgeführten Dampfeisenbahnen wurden aber weltweit zum Personen- und Güterverkehr eingesetzt. Er stellte einen seiner Wagen im französischen Pavillon der Wiener Ausstellung aus.
| Zylinder              | V2            |
| Hubraum               | 1026 cm³      |
| Leistung              | 2 PS (1,5 kW) |
| Drehzahl              | 620/min       |
| Höchstgeschwindigkeit | 20 km/h       |
| Sitzplätze            | 10            |

### Motorlokomotive
Eine leistungsstärkere Variante war die Motorlokomotive mit 4,6 PS (3,4 kW). Das im Mercedes-Museum ausgestellte Exemplar war bis 1918 als Feldbahnlokomotive im Einsatz.
| Zylinder              | V2              |
| Hubraum               | 1902 cm³        |
| Leistung              | 4,6 PS (3,4 kW) |
| Drehzahl              | 580/min         |
| Höchstgeschwindigkeit | 16 km/h         |